# 스튜디오 955 (경남주말)
김세훈의 주말 스튜디오 955는 TBN 경남교통방송(창원 FM 95.5MHz, 진주 FM 100.1MHz)에서 주말 아침 9시부터 10시 55분까지 방송되는 경남권 지역의 아침 라디오 프로그램이다.

## 코너 소개

### 일일코너
- 명반을 찾아서: 팝과 가요 명반을 찾아보는 음악 코너
- 주말 아침 좋은 생각: 삶에 깨달음을 주는 좋은 명언으로 주말의 아침을 열어보는 시간

## 요일별 코너

### 토요일
- 예술 읽어 주는 남자: 회화와 조각, 현대 미술을 아울러 예술에 관한 흥미로운 사실을 알아가는 시간(이정수 서양미술사 강사)
- 섬이 있는 풍경: 경남의 섬 이야기를 들어보는 코너
- 이호준의 추억 여행: 7080년대 옛 이야기를 통해 추억을 되살리고 역사의 한 페이지를 들춰볼 수 있는 시간(이호준 여행 작가)

### 일요일
- 책 읽어주는 남자 : 한 주간 베스트셀러를 정리하며 독서 트렌드를 파악하고 읽어볼만한 책을 추천받는 코너 (교보문고 이건학 북마스터)
- 산이 있는 풍경: 경남의 산 이야기를 들어보는 코너
- 유진상의 도시 여행: 경남의 도시와 그 도시에 얽힌 인물들을 알아 보는 시간(유진상 창원대 건축학과 교수)